# 入學筒

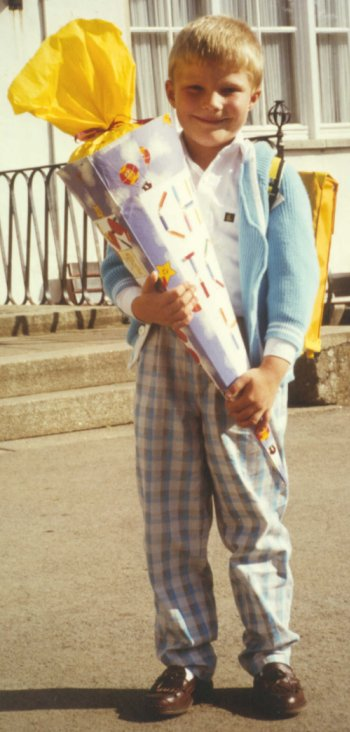
抱著圓錐形入學筒的男童，2005年

抱著稜錐形入學筒的男童，1930年代

入學筒（發音：[ˈʃuːlˌtyːtə] ⓘ，字面意義：學校袋；德國某些地區稱，發音：[ˈtsʊkɐˌtyːtə] ⓘ，字面意義：糖果錐形袋），又譯入學彩袋、入學禮物袋，是德國小學一年級新生在入學時會攜帶至學校的一種錐形袋子（多為厚紙板所製、圓錐形或六個平面的稜錐狀）。這項習俗起源於十九世紀的德國，其後流傳至奧地利。

## 歷史
早期證據顯示，在孩子們入學第一天送入學筒的習俗，最早起源於薩克森以及圖林根地區。至今最早文獻記載是牧師兒子卡爾·戈特利布·布雷特施奈德的自傳。卡爾於1781到1782年間在薩克森地區霍恩施泰因-恩斯塔爾市旁的蓋斯多夫村入學；他寫到，校長送給他一錐袋糖果:19。二十年後，相傳於1801年，約翰·丹尼爾·埃爾斯特（Johann Daniel Elster）在圖林根地區本斯豪森鎮入學，而他按照「舊有的習俗」，從唱詩班指揮家那得到了一大袋的糖果:20－21。更多的證據來自耶拿與當地的唱詩班指揮家格奧爾格·米夏埃爾·克姆萊因（1817年）、德勒斯登（1820年）以及萊比錫（1836年）。在當時，大人總跟孩子們說，老師家裡長著一棵入學彩樹，當它長得夠高時，也就是開學的時候了。
另外有些人則認為這份甜蜜的開學禮物，起源於猶太社區的習俗，當孩子們根據《妥拉》開始學校生活時，送字母餅乾當作對於《詩篇》教義的提醒，《詩篇：第119篇》：「你的訓言多麼甜美！在我口中比蜂蜜甘甜。」然而，符騰堡的拉比內塔內爾·武姆澤則認為，將入學筒的發明回溯至猶太教的習俗，只不過是個「大膽的假設」。
埃里希·凱斯特納在他的童年回憶錄《當我年少時》提到，1906年在德勒斯登上學的第一天，他帶著入學筒去學校，還用絲綢緞帶綁成蝴蝶結。當他想把它分享給鄰座同學看時，卻不小心手滑，入學筒裡的東西全部掉了出來：他站在各式各樣的糖果堆裡，有果仁糖、椰棗、復活節兔子巧克力、無花果乾、柳橙果乾，還有小蛋糕、鬆餅和一些金龜子玩具，數量多到快淹沒埃里希的腳踝。
入學筒最先起源於德國中部的某些區域。在一戰爆發、入學筒尚未廣為流傳前，柏林成了除發源地外，第一個對此習以為常的大城市。隨後此習俗逐漸在德南及德西傳開:84—89。最初提供入學筒的角色是孩子們的教父母，今日則大多變成父母親在上學途中將入學筒送到孩子手中；如今入學筒已少有手作。雖然德國兒童節目《橘子鼠節目》研究指出：入學筒的習俗於1950年後才傳播到西德；但更精確的研究顯示時間更早。早在1907年，卡瑟爾就有入學筒的記載。時至今日，入學筒主要在德、奧兩國為人熟知。在奧地利，是在納粹時期才引入這項有新教根源的習俗。第二波風潮則再現於人們較富裕的1950年代。在瑞士並無相應的傳統；2015年，一個班級大約只有一個孩子攜帶入學筒，而且主要來自德國移民家庭。
如今也有部分人在小學到中學的過渡，或開始職前訓練，甚至是就讀大學時收到小巧的入學筒。主要是入學筒的形象仍與開學日有連結。

## 形狀與製作
在兩德分裂期間，東德最常見的是85公分長的六角形入學筒；而西德人則偏愛傳統的70公分圓錐形。入學筒內通常為糖果和一些小禮物或是學校用品，例如彩色筆。因筒中裝有糖果，所以有些地區又稱之為「糖果錐形袋」。如果入學筒不是由父母手做，則會買現成的，或是孩子還在幼兒園時就已經自己親手完成。除了知名的入學筒以外，位於圖林根的福格泰地區也製造了入學糖果盒，這種糖果盒以印有主題圖片及格言裝飾的木盒製成。這種習俗也許可以追溯至用樹皮製的箱子運輸小型貨物的習慣。

## 經濟層面
德國最大的入學筒製造廠商是位於埃倫弗里德斯多夫的內斯特勒精緻紙箱有限公司。此公司一年製造超過兩百萬個入學筒。